# 大萨劳
大萨劳（德語：Groß Sarau）是德国石勒苏益格－荷尔斯泰因州的一个市镇。总面积17.08平方公里，总人口927人，其中男性453人，女性474人（2011年12月31日），人口密度54人/平方公里。